# Saint-Victor (Ardèche)
Saint-Victor település Franciaországban, Ardèche megyében. Lakosainak száma 961 fő (2022. január 1.). Saint-Victor Bozas, Cheminas, Colombier-le-Vieux, Étables, Préaux, Saint-Félicien, Saint-Jeure-d’Ay és Vaudevant községekkel határos.

## Népesség
A település népessége az elmúlt években az alábbi módon változott:
| Lakosok száma | 917  | 796  | 821  | 916  | 948  | 948  | 949  | 950  | 946  | 961  |
|               | 1968 | 1982 | 1990 | 2006 | 2013 | 2015 | 2017 | 2019 | 2020 | 2022 |